# Fritz G. Lanham
Frederick Garland "Fritz G." Lanham, född 3 januari 1880 i Weatherford i Texas, död 31 juli 1965 i Austin i Texas, var en amerikansk politiker (demokrat). Han var ledamot av USA:s representanthus 1919–1947. Han var son till politikern S.W.T. Lanham.
Lanham efterträdde 1919 James Clifton Wilson som kongressledamot och efterträddes 1947 av Wingate H. Lucas.
Lanham är begravd i Weatherford i Texas.